# Bulgarisch-portugiesische Beziehungen
Die bulgarisch-portugiesischen Beziehungen beschreiben das zwischenstaatliche Verhältnis zwischen Bulgarien und Portugal. Die Länder unterhalten seit 1974 erneuerte diplomatische Beziehungen.
Sie sind beide Mitglieder in der EU und der NATO, neben zahlreichen internationalen Organisationen, darunter der Europarat, die Organisation für Sicherheit und Zusammenarbeit in Europa, der Internationale Währungsfonds und die verschiedenen UN-Organisationen.
Ein weiterer Bezugspunkt ist die seit den 1990er Jahren zugewanderte bulgarische Gemeinde in Portugal. Im Jahr 2015 waren 6.722 bulgarische Staatsbürger in Portugal gemeldet, die Summe ihrer Rücküberweisungen 2016 betrug 6,48 Mio. Euro.
In Bulgarien waren 112 portugiesische Staatsbürger konsularisch registriert (Zahlen von 2011).

## Geschichte

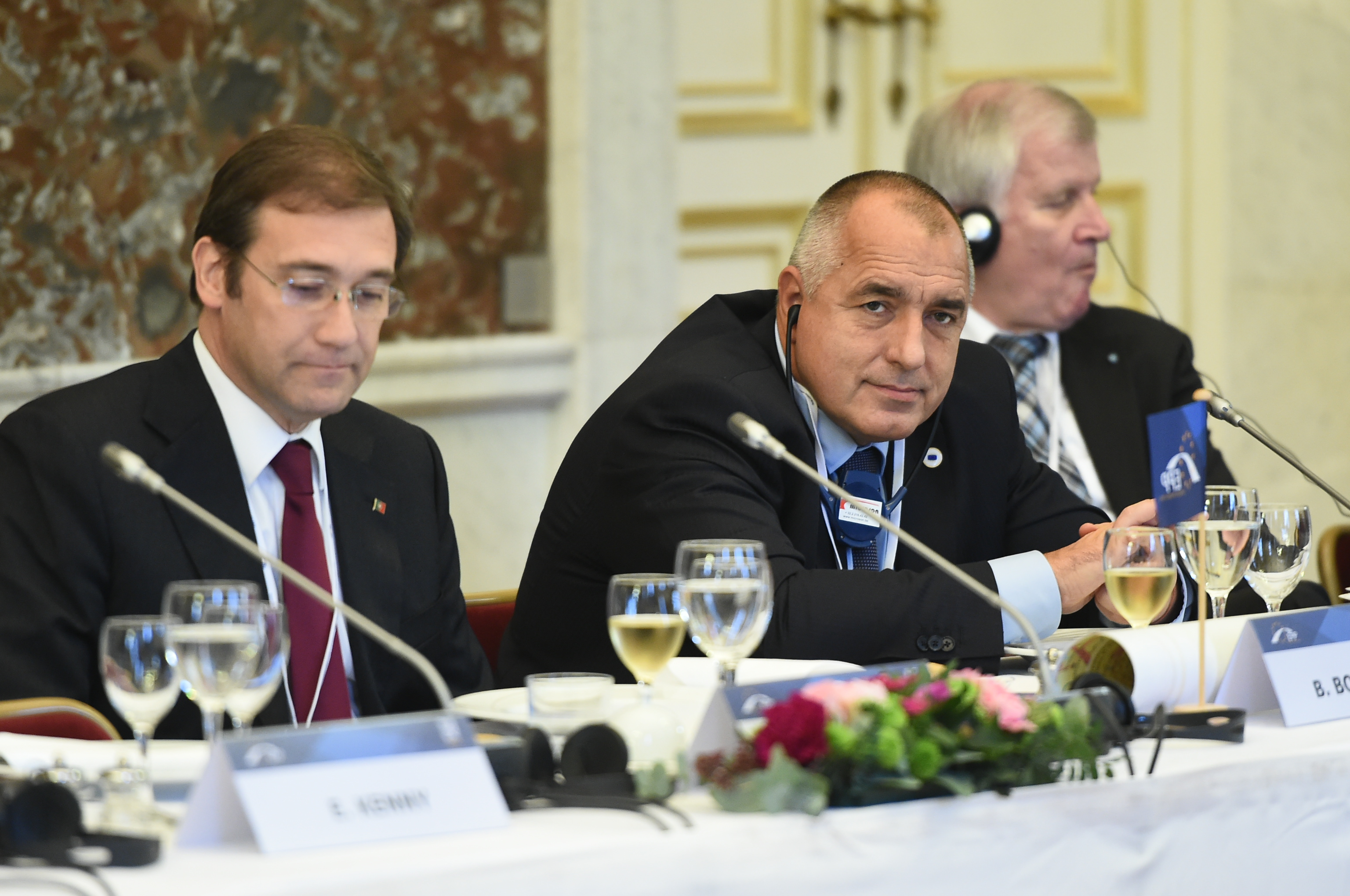
Portugals Premierminister Passos Coelho (li.) und Bulgariens Ministerpräsident Bojko Borissow (Mitte) beim EVP-Gipfel in Brüssel, Dezember 2014

Am 27. Oktober 1919 unterschrieb Afonso Costa als Vertreter Portugals den Vertrag von Neuilly-sur-Seine, mit dem Bulgarien nach seiner Niederlage im Ersten Weltkrieg u. a. Gebietsabtretungen hinnehmen musste.
1925 nahmen Bulgarien und Portugal diplomatische Beziehungen auf. Mindestens von 1934 bis 1938 unterhielt Portugal eine Vertretung in der bulgarischen Hauptstadt Sofia. Die diplomatischen Beziehungen wurden gegen Ende des Zweiten Weltkriegs 1945 unterbrochen.
Erst nach dem Ende des antikommunistischen Estado Novo-Regimes in Folge der Nelkenrevolution 1974 wurden die direkten diplomatischen Beziehungen am 26. Juni 1974 wieder aufgenommen. Am 28. November 1974 nahm Manuel Menezes Cordeiro als erster portugiesischer Botschafter in Sofia seine Arbeit auf.
Portugal trat 1986 der Europäischen Wirtschaftsgemeinschaft und damit der heutigen EU bei, Bulgarien wurde 2007 aufgenommen.

## Diplomatie
Portugal unterhält eine Botschaft in der bulgarischen Hauptstadt Sofia, in der Hausnummer 7 der Positano-Straße. Portugiesische Konsulate darüber hinaus bestehen in Bulgarien nicht.
Bulgariens Botschaft in der portugiesischen Hauptstadt Lissabon residiert in der Hausnummer 31 der Rua do Sacramento à Lapa, im Stadtteil Lapa. Auch Bulgarien unterhält keine weiteren Konsulate in Portugal.

## Partnerstädte
Bisher gingen Kommunen beider Länder 15 Städte- und Gemeindefreundschaften miteinander ein oder bahnten sie an (Stand 2010). Sie sind ein Ausdruck der bulgarisch-portugiesischen Beziehungen und entstanden nach der Neuausrichtung der portugiesischen Außenpolitik nach der linksgerichteten Nelkenrevolution 1974 und dem folgenden Ende der antikommunistischen Estado Novo-Diktatur in Portugal. Die erste bulgarisch-portugiesische Städtefreundschaft gingen 1976 Stara Sagora und Barreiro ein. Parallel zum EU-Beitritt Bulgariens 2007 erlebten dann auch die Gemeindepartnerschaften eine weitere Intensivierung.

## Wirtschaft
Die portugiesische Außenhandelskammer AICEP unterhält ein Büro an der portugiesischen Botschaft in Sofia.
Das bilaterale Handelsvolumen belief sich 2016 auf 191,8 Mio. Euro, mit einem Handelsbilanzüberschuss zu Gunsten Bulgariens von 18,0 Mio. Euro.
Im Jahr 2016 exportierte Portugal Waren und Dienstleistungen im Wert von 86,9 Mio. Euro nach Bulgarien (2015: 85,7 Mio.; 2014: 81,0 Mio.; 2013: 65,1 Mio.; 2012: 76,4 Mio.). Die wichtigsten Warengruppen waren mit 27,5 % Maschinen und Geräte, 22,4 % Minerale und Erze, 10,2 % Kunststoffe und 9,0 % Fahrzeuge und Fahrzeugteile.
Im gleichen Zeitraum lieferte Bulgarien Waren und Dienstleistungen im Wert von 104,9 Mio. Euro an Portugal (2015: 80,3 Mio.; 2014: 106,3 Mio.; 2013: 141,0 Mio.; 2012: 178,3 Mio.). Die wichtigsten Gütergruppen waren dabei mit einem Anteil von 48,9 % landwirtschaftliche Erzeugnisse, 14,3 % Maschinen und Geräte, 11,7 % chemisch-pharmazeutische Produkte und 5,4 % Textilien.
Damit war Bulgarien im portugiesischen Außenhandel an 51. Stelle unter den Abnehmern und an 46. Stelle unter den Lieferanten, während Portugal im bulgarischen Außenhandel an 35. Stelle unter den Abnehmern und an 41. Stelle unter den Lieferanten stand.

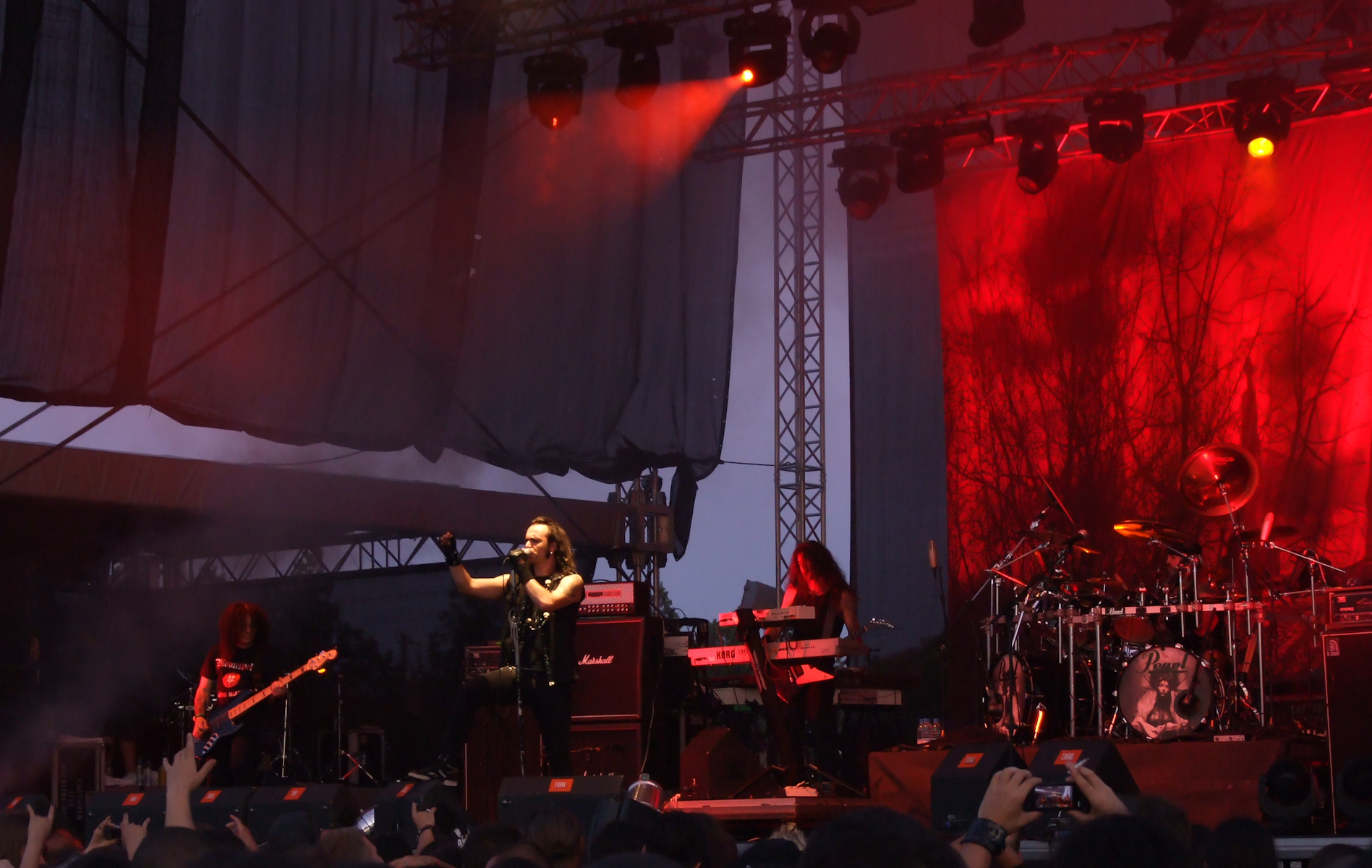
Die portugiesische Metal-Band Moonspell beim Kavarna Rock Fest 2011 im bulgarischen Kawarna

## Kultur
Das portugiesische Kulturinstitut Instituto Camões ist mit einem Sprachzentrum in Sofia und einer Vielzahl Lektoraten an einer Reihe Hochschulen und Schulen in Bulgarien präsent.
Die blinde portugiesische Fado-Sängerin Dona Rosa nahm auf ihrem 2000 erschienenen ersten Album Histórias da rua auch zwei Stücke mit dem bekannten bulgarischen The Bulgarian Voices Angelite-Chor auf.
Nur gelegentlich kommt es zu Zusammenarbeiten zwischen dem Bulgarischen und dem Portugiesischen Kino, zuletzt etwa beim prämierten Film January (2021) des bulgarischen Regisseurs Andrej Paunow.

## Sport

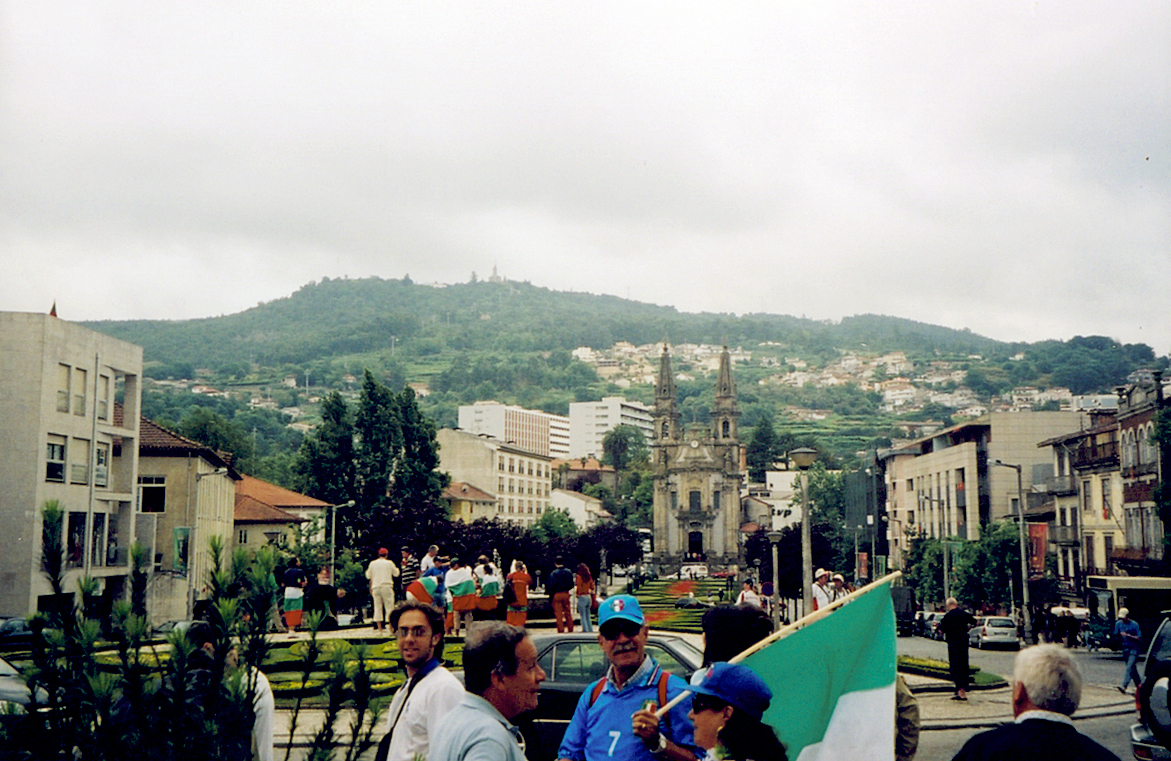
Bulgarische und italienische Fans in Braga am 22. Juni während der EM 2004 in Portugal

### Fußball
Männer
Die Bulgarische Fußballnationalmannschaft und die Portugiesische Nationalelf sind bisher 13 Mal aufeinander getroffen, mit sechs bulgarischen und vier portugiesischen Siegen, dreimal trennte man sich unentschieden (Stand Juni 2022). Erstmals spielten sie in Sofia am 7. November 1962 in der Qualifikation zur EM 1964 gegeneinander, Bulgarien gewann 3:1. Das Rückspiel in Lissabon am 16. Dezember 1962 gewann dann Portugal, ebenfalls 3:1. Im Entscheidungsspiel in Rom am 23. Januar 1963 setzte sich schließlich Bulgarien mit 1:0 durch.
Gelegentlich spielen bulgarische Spieler auch in portugiesischen Klubs, etwa Krassimir Balakow einige Jahre bei Sporting Lissabon, von wo er zum VfB Stuttgart wechselte. Auch Waleri Boschinow und Iwajlo Jordanow spielten bei Sporting. Weitere Beispiele sind Emil Kostadinow (beim FC Porto), Dijan Petkow und Borislaw Michajlow (beide Belenenses Lissabon), Georgi Tschilikow (bei Nacional Funchal), Dimitar Ewtimow beim SC Olhanense oder auch Zwetan Jontschew (beim FC Felgueiras).
Der bulgarische Spieler und Trainer Genadi Petrow wuchs zum Teil in Portugal auf und spielte auch bei kleineren Klubs dort.
Frauen
Die portugiesische und die bulgarische Frauen-Nationalmannschaft trafen erstmals in der Qualifikation zur WM 2023 aufeinander, sowohl Hinspiel (5:0 am 26. Oktober 2021) als auch Rückspiel (3:0 am 12. April 2022) konnten die Portugiesinnen für sich entscheiden.
Bei der U-17-Fußball-EM 2019 in Bulgarien trafen die bulgarischen Gastgeberinnen in der Vorrunde in der Gruppe A auf die portugiesische U-17-Auswahl, das Spiel am 5. Mai in Dobritsch ging 3:1 für die Portugiesinnen aus. Bulgarien schied nach der Vorrunde aus, Portugal kam bis ins Halbfinale, wo es gegen Deutschland ausschied.

### Andere
Der portugiesische Kugelstoßer und Olympiateilnehmer Tsanko Arnaudov stammt aus Bulgarien.
Bei der Kanu-WM 2017 im bulgarischen Plowdiw wurde Portugal am Ende Sechster, der Gastgeber ging leer aus.
Die Kanu-EM 2013 im portugiesischen Montemor-o-Velho schloss Bulgarien als 15. ab, der Gastgeber wurde 12.
Der bulgarische Volleyball-Nationalspieler Miroslaw Gradinarow spielte 2017–2018 für Benfica Lissabon und wurde mit dem Verein 2018 portugiesischer Meister und Pokalsieger.